# (31792) 1999 LY4
1999 LY4 (asteroide 31792) é um asteroide da cintura principal. Possui uma excentricidade de 0.14262780 e uma inclinação de 17.49624º.
Este asteroide foi descoberto no dia 8 de junho de 1999 por LINEAR em Socorro.